# 황토색두더지쥐
황토색두더지쥐(Fukomys ochraceocinereus)는 뻐드렁니쥐과에 속하는 설치류의 일종이다. 중앙아프리카공화국과 콩고민주공화국, 남수단 그리고 우간다에서 발견된다. 자연 서식지는 습윤 사바나 지역과 아열대 또는 열대 기후 지역의 건조 관목 지대와 건조 저지대 초원, 동굴 그리고 경작지에서 발견된다.